# Liste der Universitäten und Hochschulen in Tadschikistan
Dies ist eine Liste der Universitäten in Tadschikistan. Es gibt 30 Hochschulen in Tadschikistan, aber die Regierung des Landes stellt Bildungsprobleme in der Republik fest, beispielsweise mangelt es an Hochschullehrern.
- Tadschikische Nationaluniversität
- Staatliche Universität Chudschand
- Russisch-Tadschikische (Slawische) Universität
- University of Central Asia
- Institut für Unternehmertum und Dienstleistungen
- Tadschikisches Institut für Bergbau und Metallurgie (tadschikisch Донишкадаи кӯҳию металургии Тоҷикистон)
- Tadschikische Staatliche Medizinische Universität
- Tadschikische Staatliche Agraruniversität
- Tadschikisches Staatliches Institut der Künste